# Ostwald
Ostwald (Alsatian: Oschwold) là một xã thuộc tỉnh Bas-Rhin trong vùng Grand Est đông bắc Pháp.